# Gilchrist megye
Gilchrist megye az Amerikai Egyesült Államokban, azon belül Florida államban található. Megyeszékhelye és legnagyobb városa Trenton. Lakosainak száma 17 864 fő (2020. április 1.). Gilchrist megye Columbia, Alachua, Levy, Dixie, Suwannee és Lafayette megyékkel határos.

## Népesség
A megye népességének változása:
| Lakosok száma | 16 985 | 16 982 | 16 859 | 16 931 | 17 199 | 17 864 |
|               | 2010   | 2011   | 2012   | 2013   | 2015   | 2020   |